# Gani Ousejnoff
Gani Ousejnoff (ryska:Гани Усейновъ) var en kreosinångare,byggd 1898-99 på Bergsunds Mekaniska Verkstad och levererad  till A. Dad. Ousynoff i Baku. Redades av  K. Ousejnoff & Aga Dadascheff, Baku (RUS)

## Fakta
- Byggår: 1898-99
- Varv: Bergsunds Mekaniska Verkstad
- Dimensioner (ursprungliga): 20,90 x 5,34 x 1,81 m